# Dżalal Al-e Ahmad

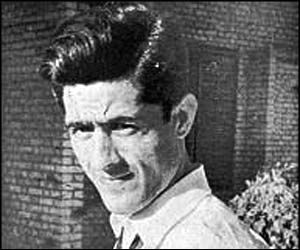

Dżalal Al-e Ahmad (ur. 2 grudnia 1923 w Teheranie, zm. 9 września 1969) – irański myśliciel oraz działacz społeczny i polityczny, pisarz, poeta, publicysta.

## Życiorys
Pochodził z głęboko religijnej szyickiej rodziny. Zarówno jego ojciec, jak i brat oraz mężowie sióstr byli duchownymi; ojciec równocześnie prowadził sklep na jednym z teherańskich bazarów. Ukończył podstawową szkołę religijną, następnie kształcił się w średniej szkole muzułmańskiej Marwi, jednej z najlepszych tego typu placówek w Teheranie. Bez wiedzy rodziny podjął równolegle naukę w szkole świeckiej, jednak nie ukończył jej, gdyż w 1943 został wcielony do armii. Już po zakończeniu II wojny światowej podjął studia filologiczne na Uniwersytecie Teherańskim, a po ich ukończeniu został nauczycielem języka arabskiego i retoryki. Pod wpływem samodzielnych lektur porzucił religijny światopogląd wpojony mu w domu, wstąpił natomiast do komunistycznej partii Tude. Według niektórych autorów największy wpływ na ewolucję jego poglądów wywarły prace Ahmada Kasrawiego.
W końcu lat 40. XX wieku Dżalal Al-e Ahmad wycofał się z działalności politycznej, skupiając się na pracy twórczej i publicystycznej. Napisał wówczas zbiory opowiadań Spotkania oraz Dlaczego cierpimy, ponadto tłumaczył dzieła Fiodora Dostojewskiego, Alberta Camusa i Jeana-Paula Sartre’a. Powrócił do polityki na początku kolejnej dekady jako działacz Frontu Narodowego Mohammada Mosaddegha i ponownie wycofał się z czynnej działalności po zamachu stanu w Iranie w 1953. Powrócił do pracy pisarskiej, tworząc powieści społeczno-obyczajowe, poświęcone współczesnym problemom społecznym Iranu, zwłaszcza sytuacji na wsi; niektóre miały wyraźny podtekst polityczny (Historia uli z 1954, Przekleństwo ziemi, Owrazan z 1956, Dyrektor szkoły z 1958, Chleb i pióro z 1961). Pisał prostym, żywym językiem. Był też aktywnym publicystą. Zniechęcony klęską lewicy w 1953, zwrócił się ku politycznemu islamowi.
W 1961 ogłosił pierwszą wersję eseju Okcydentoza (Gharbzadegi). Wzbudził on ogromne zainteresowanie szyickiego duchowieństwa i tych intelektualistów, którzy negatywnie oceniali wpływ kultury zachodniej na Iran. Wpływ Zachodu porównał do choroby zboża, która nie daje objawów z zewnątrz, niszcząc kłos od środka i przez to jest trudna do dostrzeżenia i zdiagnozowania. Chorobą, okcydentozą, było dla niego bezrefleksyjne przyjmowanie zachodnich idei w Iranie; w eseju przedstawiał wczesne objawy tak zdefiniowanej „choroby”, źródła „zakażenia”, głębsze przyczyny zachorowania, walkę organizmu (Iranu) z chorobą, sposoby leczenia. Według Dżalala Al-e Ahmada świat dzielił się na przemysłowy, rozwinięty, dążący do postępu Zachód oraz zacofany, biedny, zniszczony wskutek kolonialnej polityki zachodnich mocarstw Wschód. Myśliciel twierdził, że kolonializm uniemożliwił naturalną ewolucję wschodnich społeczeństw i pogrążył je w fatalizmie oraz poczuciu niższości. Wschód, którego bogactwa naturalne zostały poddane eksploatacji przez Zachód, nie przechodził procesu industrializacji, zrezygnował z tworzenia maszyn, a w konsekwencji nabrał nieuzasadnionej pokory wobec nowocześniejszego Zachodu. Z kolei miejscowa inteligencja, zamiast zastanowić się, jakie elementy zachodniej filozofii i kultury mogą być inspirujące dla kultury własnej, uległa ślepej fascynacji Zachodem. Pisarz wzywał, by nie postępować w ten sposób, lecz gruntownie poznawać własną historię, kulturę i język, tworzyć w duchu twórczo rozwijanej kultury perskiej.
W okresie pisania Okcydentozy Al-e Ahmad porzucił antyklerykalne poglądy, które dawniej głosił pod wpływem Kasrawiego i uznał, że przywódcami Irańczyków powinni być duchowni szyiccy. Zwracał uwagę na rolę, jaką odegrał islam w jednoczeniu Persów w przeszłości. Krytykował natomiast podporządkowanie duchowieństwa państwu i głoszoną przez nie wersję szyizmu, skupioną na zbieraniu jałmużny i opłakiwaniu męczenników. Wzywał do współpracy między duchownymi a świeckimi intelektualistami. Negatywnie odnosił się do polityki szacha Mohammada Rezy Pahlawiego, wskazując na nieracjonalne wydatkowanie dochodów z ropy naftowej i upowszechnianie fałszywego obrazu historii kraju.
Dżalal Al-e Ahmad popierał krytykę, jaką pod adresem szacha formułował na początku lat 60. XX wieku Ruhollah Chomejni. Z kolei jego koncepcje miały znaczący wpływ na późniejszą politykę Iranu. Był jednym z nielicznych intelektualistów, których koncepcje były publicznie chwalone przez Chomejniego.
Był żonaty z pisarką Simin Daneszwar.